# Leyla Assaf-Tengroth
Leyla Thérése Tengroth, ogift Assaf, född 27 juni 1946 i Beirut, Libanon, är en svensk filmregissör och filmare.

## Biografi
Tengroth växte upp i en kristen familj i Beirut och kom till Sverige som 19-åring när hon gifte sig med en svensk FN-soldat. Hon har intresserat sig för kvinnors livsvillkor i Mellanöstern i en rad olika dokumentärer och spelfilmer. Leyla har varit verksam som frilansande filmare och gjort hundratals reportage och tv-dokumentärer sedan år 1996, med fokus på kvinnors verklighet och utsatthet i tredje världen. Hon har även gjort dokumentärer om kärnkraft, vattenförsörjning och från krigshärdar i Mellanöstern och i Afrika.
1994 gjorde Leyla Tengroth sin första biograffilm: spelfilmen Frihetsligan. Tengroth skrev manuset tillsammans med Bo Bjelfvenstam och byggde på en sann historia om en liten flicka som lett en gangsterliga i Beirut. Leyla hittade sin hjältinna bland Beiruts gatubarn: 9-åriga Rim Al Hamad.
Hon blev en stark drivande kraft i en spännande film där kriget och dess effekt på människorna i Beirut blev högst påtaglig. Filmen fick mycket beröm i Sverige och blev en stor biosuccé i Libanon. Tengroth belönades med ett specialpris vid filmfestivalen i New Delhi och vid den arabiska filmfestivalen i Paris. Rim Al Hamad fick ett skådespelarpris vid filmfestivalen i Kairo och filmen har även beskrivits som en viktig förebild för de kvinnliga arabiska filmskapare som trätt fram under de senaste 25 åren.
Efter Frihetsligan återvände Leyla Tengroth till att göra dokumentärfilmer för Sveriges Television, främst i Afrika där hon gjorde film om HIV / Aids, könsstympning och folkmordet i Rwanda. Hon återvände till Beirut för att ta reda på hur det gått för Rim och hennes familj. Efter filmen fick Rim gå i skola ett tag men när hon fyllde tretton blev hon bortgift med en kusin i Syrien. 
I Inte som min syster (2008) berättar Tengroth om Rims lillasyster Delila som vägrar gå samma öde till mötes som sin syster och till slut får gifta sig med en kristen man som hon själv har valt. 
I Rim och hennes systrar (2015) har kriget nått den syriska by där Rim varit bosatt och hon tvingas fly med sin familj tillbaka till Libanon.
De fyra filmer som Tengroth har gjort om Rim och hennes systrar är ett provocerande dokument om vad det innebär att vara kvinna i en strikt patriarkalisk arabisk kultur. 
Leyla Tengroth har fått SVT:s mångfaldspris Prix Egalia två gånger, bland annat för Inte som min syster.

## Priser och utmärkelser
- 1987 - Festivalpris Genève för Före katastrofen (1:a pris).
- 1988 - Expressens TV-hederspris för Martyrer.
- 1996 - Festivalpris New Delhi för Frihetsligan (juryns specialpris, bästa kvinnliga regissör).
- 2014 - Lena Hellman-stipendiet.

## Filmografi

### Regi
- 1984 - Vår gud är en kvinna
- 1985 - Före katastrofen
- 1986 - En 12-årig svensk flicka i Angola
- 1988 - Martyrer
- 1991 - Flykten
- 1991 - Amelia
- 1994 - Frihetsligan
- 2002 - Huvudrollen
- 2013 - Kvinnornas ö
- 2015 - Rim och hennes systrar

### Manus
- 1988 - Martyrer
- 1991 - Amelia
- 1994 - Frihetsligan
- 2002 - Huvudrollen
- 2015 - Rim och hennes systrar

### Producent
- 1984 - Vår gud är en kvinna
- 1985 - Före katastrofen
- 1987 - Afrikas Presidenter - De upplystas republik
- 2002 - Huvudrollen
- 2015 - Rim och hennes systrar

### Övrig medarbetare
- 2014 - Om våld